# Bringolo
Bringolo (bret. Brengoloù) – miejscowość i gmina we Francji, w regionie Bretania, w departamencie Côtes-d’Armor.
Według danych na rok 1990 gminę zamieszkiwało 301 osób, a gęstość zaludnienia wynosiła 32 osoby/km² (wśród 1269 gmin Bretanii Bringolo plasuje się na 943. miejscu pod względem liczby ludności, natomiast pod względem powierzchni na miejscu 857.).